# تپه تبان
تپه تبان مربوط به هزاره سوم قبل از میلاد است و در سلماس، شمال سربازخانه واقع شده و این اثر در تاریخ ۱ فروردین ۱۳۴۷ با شمارهٔ ثبت ۸۱۳ به‌عنوان یکی از آثار ملی ایران به ثبت رسیده است.